# Liste des édifices chrétiens des Hautes-Alpes
Cet article dresse une liste des édifices religieux chrétiens dans les Hautes-Alpes par ordre alphabétique.

En ce qui concerne le culte catholique, toutes les églises sont situées dans le diocèse de Gap et d'Embrun.

## Statistiques

### Nombres
Le département des Hautes-Alpes comprend 162 communes au 1er janvier 2022.
Depuis 2020, le diocèse de Gap et d'Embrun compte 169 paroisses.

## Présentation
La liste ci-dessous recoupe tous les édifices chrétiens du département (cathédrales, églises, chapelles, oratoires…).

### Culte catholique

#### A
| Édifice | Protection | Commune                   | Commentaires |
| --- | ---------- | ------------------------- | ------------ |
| Églises - Église Saint-Pierre-Saint-Paul-et-Saint-Antoine - Église Saint-Jean-Baptiste - Église Saint-Laurent - Église Saint-Marcellin - Église de l'Assomption-de-Marie Chapelles - Chapelle Saint-Roch - Chapelle Saint-Laurent - Chapelle Notre-Dame-des-Sept-Douleurs - Chapelle Saint-Bernardin - Chapelle Saint-Jacques-le-Majeur - Chapelle Notre-Dame-des-Neiges - Chapelle Sainte-Marie-Madeleine - Chapelle Sainte-Marguerite - Chapelle Saint-Antoine-de-Padoue - Chapelle Saint-Barthélemy - Chapelle des Pénitents de la Présentation-de-Jésus-au-Temple Oratoires - Oratoire Notre-Dame-des-Douleurs - Oratoire Notre-Dame-de-la-Garde d'Abriès-Ristolas - Oratoire Sainte-Marie-Madeleine d'Abriès-Ristolas - Oratoire Saint-Claude d'Abriès-Ristolas - Oratoire Saint-Joseph d'Abriès-Ristolas - Oratoire Saint-Roch d'Abriès-Ristolas - Oratoire Saint-Jean-Baptiste d'Abriès-Ristolas |            | Abriès-Ristolas           |              |
| Église - Église Saint-Jean-Baptiste Chapelles - Chapelle du Sacré-Cœur - Chapelle de la Nativité-de-la-Vierge - Chapelle Notre-Dame-des-Neiges - Chapelle Saint-Louis Oratoires - Oratoire Sainte-Marie-Madeleine d'Aiguilles - Oratoire Notre-Dame-des-Neiges d'Aiguilles - Oratoire Saint-Louis d'Aiguilles - Oratoire Saint-Jacques d'Aiguilles - Oratoire Saint-Jean-Baptiste d'Aiguilles - Oratoire Marie-Notre-Mère d'Aiguilles - Oratoire Saint-Roch d'Aiguilles |            | Aiguilles                 |              |
| Églises - Église Sainte-Catherine-d'Alexandrie - Église Saint-Martin-de-Tours Chapelles - Chapelle Saint-Hilaire - Chapelle Saint-Pierre-aux-Liens Oratoires - Oratoire Sainte-Catherine-et-Saint-Sébastien d'Ancelle |            | Ancelle                   |              |
| Églises - Église Saint-Apollinaire - Église Saint-Michel Chapelles - Chapelle Saint-Jean - Chapelle Saint-Roch - Chapelle Sainte-Thérèse-des-Cités - Chapelle Saint-Pierre-Saint-Paul - Chapelle Saint-Jean-Baptiste - Chapelle Saint-Antoine-Ermite-et-Saint-Louis |            | Argentière-la-Bessée (L') |              |
| Églises - Église Saint-Claude - Église Saint-Laurent Chapelles - Chapelle Sainte-Marie-Madeleine-des-Escoyères - Chapelle Saint-Jacques-le-Majeur - Chapelle Saint-Romuald - Chapelle Saint-Roch - Chapelle Saint-Marcellin - Chapelle Saint-Pierre-et-Saint-Paul Oratoires - Oratoire du Sacré-Cœur-de-Jésus d'Arvieux - Oratoire de la Vierge Marie d'Arvieux - Oratoire Notre-Dame d'Arvieux |            | Arvieux                   |              |
| Église - Église Saint-Pierre-aux-Liens |            | Aspremont                 |              |
| Églises - Église Notre-Dame-de-l'Assomption |            | Aspres-lès-Corps          |              |
| Église - Église Saint-Géraud d'Aspres-sur-Buëch Oratoires - Oratoire Saint-Pierre d'Aspres-sur-Buëch - Oratoire Saint-Géraud d'Aspres-sur-Buëch - Oratoire Sainte-Thérèse d'Aspres-sur-Buëch - Oratoire Notre-Dame d'Aspres-sur-Buëch |            | Aspres-sur-Buëch          |              |
| Églises - Église Saint-Jean-Baptiste - Église Saint-Pierre-aux-Liens - Église Sainte-Anne - Église Saint-Eusèbe Chapelles - Chapelle Saint-Louis - Chapelle Saint-Pierre-et-Saint-Paul |            | Aubessagne                |              |
| Église - Église Saint-Gervais-et-Protais Chapelle - Chapelle Notre-Dame-de-Pitié |            | Avançon                   |              |

#### B
| Édifice | Protection | Commune               | Commentaires |
| --- | ---------- | --------------------- | ------------ |
| Église - Église Saint-Chaffrey |            | Baratier              |              |
| Église - Église Notre-Dame de Val Sainte |            | Barcillonnette        |              |
| Église - Église Saint-Michel Chapelles - Chapelle Saint-Blaise - Chapelle Saint-Jean - Chapelle Saint-Laurent - Chapelle Saint-Sauveur |            | Barret-sur-Méouge     |              |
| Église - Église de l'Assomption |            | Bâtie-Montsaléon (La) |              |
| Église - Église Notre-Dame-de-Consolation Chapelle - Chapelle Saint-Pancrace |            | Bâtie-Neuve (La)      |              |
| Église - Église Saint-Martin Chapelle - Chapelle Saint-Antoine |            | Bâtie-Vieille (La)    |              |
| Églises - Église Saint-Étienne de La Beaume - Église Saint-Pierre-et-Saint-Paul de La Beaume |            | Beaume (La)           |              |
| Église - Église Saint-Laurent |            | Bersac(La)            |              |
| Église - Église Saint-Marcellin Chapelle - Chapelle Saint-Sixte |            | Bréziers              |              |
| Églises - Église Notre-Dame-et-Saint-Nicolas - Église Saint-Blaise de Briançon - Église Saint-Roch-et-Saint-Marcel de Briançon - Église Saint-Antoine-et-Sainte-Marguerite de Briançon - Église Saint-Joseph de Briançon - Ancienne église des Cordeliers Chapelles - Chapelle des Pénitents noirs - Chapelle Saint-Sébastien de Briançon - Chapelle Sainte-Julienne de Briançon - Chapelle Notre-Dame-des-Neiges-et-Saint-Antoine - Chapelle Saint-Jacques de Briançon - Chapelle Saint-Sixte de Briançon - Chapelle Saint-Roch de Briançon - Ancienne chapelle des Pénitents-Notre-Dame-du-Rosaire de Briançon |            | Briançon              |              |
| Église - Église Saint-Barthélemy Oratoire - Oratoire du Moulin de Buissard |            | Buissard              |              |

#### C
| Église | Protection | Commune                      | Commentaires |
| --- | ---------- | ---------------------------- | ------------ |
| Églises - Église Sainte-Cécile - Église Saint-Sébastien Chapelles - Chapelle Saint-Barthélemy de Ceillac - Chapelle Saint-Michel de Ceillac - Chapelle Saint-Bernard de Ceillac - Chapelle Sainte-Marie-Madeleine de Ceillac - Chapelle de l'Immaculée-Conception de Ceillac - Chapelle Saint-Antoine de Ceillac - Chapelle Sainte-Barbe de Ceillac - Chapelle Saint-Roch de Ceillac - Chapelle Saint-Pierre-et-Saint-Paul de Ceillac - Chapelle Saint-Jean-Baptiste de Ceillac - Chapelle Saint-Ours de Ceillac - Chapelle Saint-Michel de Ceillac - Chapelle Notre-Dame-des-Neiges de Ceillac |            | Ceillac                      |              |
| Églises - Église Saint-Michel de Cervières (Hautes-Alpes) - Église Saint-Michel-et-Saint-Mammès de Cervières (Hautes-Alpes) - Église Saint-François-d'Assise de Cervières (Hautes-Alpes) Chapelles - Chapelle Saint-Claude de Cervières (Hautes-Alpes) - Chapelle Saint-Jean-Baptiste de Cervières (Hautes-Alpes) - Chapelle Sainte-Elisabeth de Cervières (Hautes-Alpes) - Chapelle Saint-Roch de Cervières (Hautes-Alpes) - Chapelle Notre-Dame-des-Neiges de Cervières (Hautes-Alpes) - Chapelle Saint-Pierre-et-Saint-Paul de Cervières (Hautes-Alpes) - Chapelle Saint-Pierre de Cervières (Hautes-Alpes) - Chapelle Sainte-Marie-Madeleine de Cervières (Hautes-Alpes) - Chapelle Sainte-Luce de Cervières (Hautes-Alpes) - Chapelle Saint-Gervais-et-Saint-Protais de Cervières (Hautes-Alpes) |            | Cervières                    |              |
| Église - Église Saint-Barthélemy de Chabestan |            | Chabestan                    |              |
| Églises - Église de l'Assomption de Chabottes - Église de la Nativité-de-la-Vierge de Chabottes Chapelle - Chapelle de la Nativité-de-la-Vierge de Chabottes |            | Chabottes                    |              |
| Église - Église Saint-Pierre-et-Saint-Paul de Champcella Chapelle - Chapelle Saint-Laurent de Champcella |            | Champcella                   |              |
| Église - Église Saint-Roch-et-Saint-Vincent de Champoléon Chapelle - Chapelle de la Sainte-Vierge de Champoléon - Chapelle Notre-Dame de Champoléon - Chapelle des Dix-Mille-Martyrs de Champoléon - Chapelle Saint-Jean-Baptiste de Champoléon |            | Champoléon                   |              |
| Église - Église Saint-Sébastien de Chanousse Chapelle - Chapelle Sainte-Anne de Chanousse |            | Chanousse                    |              |
| Église - Église de l'Assomption de La Chapelle-en-Valgaudémar Chapelle - Chapelle Saint-François-d'Assise de La Chapelle-en-Valgaudémar |            | Chapelle-en-Valgaudémar (La) |              |
| Église - Église de l'Assomption de Châteauneuf-d'Oze |            | Châteauneuf-d'Oze            |              |
| Église - Église Saint-Marcellin de Châteauroux-les-Alpes - Église Saint-Irénée de Châteauroux-les-Alpes Chapelle - Chapelle Saint-Barthélemy de Châteauroux-les-Alpes - Chapelle Saint-Roch de Châteauroux-les-Alpes Oratoire - Oratoire Notre-Dame-de-l'Assomption de Châteauroux-les-Alpes |            | Châteauroux-les-Alpes        |              |
| Église - Église Sainte-Foy de Châteauvieux |            | Châteauvieux                 |              |
| Église - Église Saint-André de Château-Ville-Vieille - Église Sainte-Marie-Salomé de Château-Ville-Vieille - Église Saint-Chaffrey de Château-Ville-Vieille Chapelles - Chapelle Notre-Dame-de-l'Assomption de Château-Ville-Vieille - Chapelle des Pénitents de Château-Ville-Vieille - Chapelle Saint-Pierre de Château-Ville-Vieille - Chapelle Saint-Charles-Borromée de Château-Ville-Vieille - Chapelle Saint-Barnabé de Château-Ville-Vieille - Chapelle Saint-Augustin de Château-Ville-Vieille - Chapelle Saint-Roch de Château-Ville-Vieille - Chapelle Saint-Jacques-et-Saint-Philippe de Château-Ville-Vieille - Chapelle Saint-Jean de Château-Ville-Vieille - Chapelle Notre-Dame-et-de-la-Visitation-et-Sainte-Élisabeth de Château-Ville-Vieille                                      |            | Château-Ville-Vieille        |              |
| Église - Église Saint-Victor de Chorges Chapelles - Chapelle Saint-Roch (des Bernards) (dédiée à saint Roch après la peste de 1720) - Chapelle Saint-Jacques-de-Chanteloube (1510) - Chapelle Saint-Louis-de-Gonzague (aux Oliviers) (1880) - Chapelle Sainte-Pelade (au Fein) (années 1880) - Chapelle Saint-Pierre (au Bourget) (1513) |            | Chorges                      |              |
| Église - Église Saint-Marcellin de Crévoux Chapelles - Chapelle Saint-Jean-Baptiste de Crévoux (La Chalp) - Chapelle Saint-Antoine de Crévoux |            | Crévoux                      |              |
| Abbaye - Abbaye Notre-Dame de Boscodon Églises - Église Saint-Laurent - Église Saint-Jean-Baptiste Chapelles - Chapelle Saint-Pierre du Grand Morgon de Crots - Chapelle Saint-Pierre de Beauvillard de Crots - Chapelle Saint-Benoît de Crots - Chapelle Notre-Dame du Lauzerot de Crots - Chapelle Notre-Dame de Montmirail de Crots |            | Crots                        |              |

#### D
| Édifice | Protection | Commune      | Commentaires |
| --- | ---------- | ------------ | ------------ |
| Églises - Église Notre-Dame-de-l'Assomption - Église Saint-Michel - Église Saint-Didier - Église Saint-Étienne Chapelles - Chapelle des Giscons - Chapelle Saint-Jean-Baptiste - Chapelle Saint-Laurent-et-Saint-André - Chapelle Saint-Joseph - Chapelle Saint-Pierre-aux-Liens - Chapelle Saint-Grégoire |            | Dévoluy (Le) |              |

#### E
| Édifice | Protection | Commune             | Commentaires |
| --- | ---------- | ------------------- | ------------ |
| Cathédrale - Ancienne cathédrale Notre-Dame-du-Réal Couvent - Couvent des Cordeliers Chapelles - Chapelle de Séyères d'Embrun - Chapelle du Mont-Guillaume d'Embrun, mont Guillaume - Chapelle Saint-Jean-Baptiste d'Embrun - Chapelle Saint-Honoré d'Embrun Oratoires - Oratoire de la Vierge Noire d'Embrun - Oratoire Sainte-Anne d'Embrun |            | Embrun              |              |
| Églises - Église Saint-Étienne d'Éourres - Église Saint-Gervais-et-Protais d'Éourres |            | Éourres             |              |
| Église - Église de l'Assomption de L'Épine (Hautes-Alpes) Chapelle - Chapelle Saint-Sébastien de L'Épine (Hautes-Alpes) Oratoire - Oratoire Notre-Dame de L'Épine (Hautes-Alpes) |            | Épine (L')          |              |
| Église - Église Saint-Paul d'Esparron Chapelle - Chapelle Saint-Pierre d'Esparron |            | Esparron            |              |
| Église - Église Sainte-Brigitte d'Espinasses |            | Espinasses          |              |
| Églises - Ancienne église Saint-Cyrice d'Étoile-Saint-Cyrice - Église Saint-Antoine d'Étoile-Saint-Cyrice |            | Étoile-Saint-Cyrice |              |
| Église - Église Saint-Antoine d'Eygliers Chapelles - Chapelle Saint-Jean-Baptiste d'Eygliers - Chapelle des Pénitents d'Eygliers - Chapelle Sainte-Marie-Madeleine d'Eygliers - Chapelle Saint-Barthélemy d'Eygliers |            | Eygliers            |              |

#### F
| Édifice | Protection | Commune                   | Commentaires |
| --- | ---------- | ------------------------- | ------------ |
| Église Église de l'Assomption-de-la-Vierge de La Fare-en-Champsaur Chapelles - Chapelle Notre-Dame de Bois-Vert - Chapelle Saint-Joseph de La Fare-en-Champsaur |            | Fare-en-Champsaur (La)    |              |
| Église Église Saint-André-et-Saint-Valentin de La Faurie |            | Faurie (La)               |              |
| Église Église Saint-Louis de Forest-Saint-Julien Chapelle - Chapelle Saint-Antoine de Forest-Saint-Julien                                                       |            | Forest-Saint-Julien       |              |
| Église Église Saint-Martin de Fouillouse (Hautes-Alpes) |            | Fouillouse (Hautes-Alpes) |              |
| Église Église Sainte-Marie-Madeleine de Fressinières |            | Freissinières             |              |
| Église Église Saint-André de La Freissinouse Chapelle - Chapelle Sainte-Anne de La Freissinouse                                                                 |            | Freissinouse (La)         |              |
| Église Église Saint-Grégoire de Furmeyer |            | Furmeyer                  |              |

#### G
| Édifice | Protection | Commune       | Commentaires |
| --- | ---------- | ------------- | ------------ |
| Cathédrale - Cathédrale Notre-Dame-et-Saint-Arnoux Églises - Église Saint-André-les-Cordeliers - Église Saint-Roch - Église Notre-Dame-d'Espérance - Église Sainte-Marie-Madeleine - Église Notre-Dame - Église Notre-Dame-de-Chaudun - Église Sainte-Marguerite - Église Saint-Pierre Chapelles - Chapelle du Saint-Cœur-de-Marie - Chapelle Saint-Grégoire - Chapelle Saint-Louis - Chapelle Saint-Pierre - Chapelle Saint-Jacques-le-Mineur - Chapelle Saint-Jean-Baptiste |            | Gap           |              |
| Églises - Église de la Nativité-de-Notre-Dame - Église Sainte-Marie-Madeleine de Garde-Colombe - Église Saint-Louis de Garde-Colombe - Église Sainte-Catherine de Garde-Colombe Chapelle - Chapelle Saint-Léger de Garde-Colombe |            | Garde-Colombe |              |
| Église - Église Saint-Jacques-et-Saint-Ambroise du Glaizil |            | Glaizil (Le)  |              |
| Églises - Église Notre-Dame-de-l'Assomption - Église Saint-Matthieu de La Grave - Église Saint-Pierre-et-Saint-Paul - Église de l'Invention-de-la-Croix de La Grave Chapelles - Chapelle Saint-Jacques de La Grave - Chapelle Sainte-Lucie de La Grave - Chapelle Saint-Barthélemy-et-Saint-Marc de La Grave - Chapelle Notre-Dame-des-Palmes de La Grave - Chapelle Sainte-Marie-Madeleine de La Grave - Chapelle Notre-Dame-de-Pitié de La Grave - Chapelle des Pénitents Blancs de l'Ordre de Notre-Dame-de-Gonfalons - Chapelle Saint-Roch de Guillestre Oratoire - Oratoire Notre-Dame-de-Délivrance de Guillestre |            | Grave (La)    |              |
| Église - Église Notre-Dame-d'Aquilon Chapelles - Chapelle Saint-Sébastien de Guillestre - Chapelle Notre-Dame-des-Neiges-et-Saint-Ours de Guillestre - Chapelle Saint-Jean-Baptiste de Guillestre - Chapelle Notre-Dame-du-Pontet de Guillestre - Chapelle Sainte-Marguerite-et-Saint-Sébastien de Guillestre |            | Guillestre    |              |

#### J
| Édifice                                                                               | Protection | Commune  | Commentaires |
| ------------------------------------------------------------------------------------- | ---------- | -------- | ------------ |
| Église - Église Saint-Pierre de Jarjayes Chapelle - Chapelle Saint-Pierre de Jarjayes |            | Jarjayes |              |

#### L
| Édifice | Protection | Commune            | Commentaires |
| --- | ---------- | ------------------ | ------------ |
| Églises - Église Saint-Martin-de-Tours de Laragne-Montéglin - Église Sainte-Marguerite de Laragne-Montéglin - Église Saint-Marcellin de Laragne-Montéglin |            | Laragne-Montéglin  |              |
| Église - Église Saint-Pierre-aux-Clefs de Lardier-et-Valença                                                                                              |            | Lardier-et-Valença |              |
| Église - Église Saint-Pierre de Laye Chapelles - Chapelle de la Nativité-de-la-Vierge de Laye - Chapelle Notre-Dame-de-Bon-Secours de Laye                |            | Laye               |              |
| Église - Église Saint-George de Lazer (Hautes-Alpes) |            | Lazer              |              |
| Église - Église Saint-Vincent-de-Paul de Lettret Chapelle - Chapelle Notre-Dame-de-Rives de Lettret                                                       |            | Lettret            |              |

#### M
| Édifice | Protection | Commune                 | Commentaires |
| --- | ---------- | ----------------------- | ------------ |
| Église - Église Saint-Roch de Manteyer Chapelle - Chapelle Saint-Roch de Manteyer |            | Manteyer                |              |
| Église - Église Saint-Firmin de Méreuil |            | Méreuil                 |              |
| Église - Église Saint-Romain - Église Saint-Pierre de Molines-en-Queyras Chapelle - Chapelle Saint-Simon de Molines-en-Queyras - Chapelle Saint-Sébastien de Molines-en-Queyras - Chapelle Sainte-Élisabeth de Molines-en-Queyras |            | Molines-en-Queyras      |              |
| Église - Église Saint-Martin de Monêtier-Allemont |            | Monêtier-Allemont       |              |
| Églises - Église Saint-Claude - Église Notre-Dame-de-l'Assomption - Église du Saint-Esprit de Monêtier-les-Bains - Église de Saint-Claude de Monêtier-les-Bains - Église de Saint-Roch de Monêtier-les-Bains - Église de Sainte-Agathe de Monêtier-les-Bains Chapelles - Chapelle Saint-Pierre de Monêtier-les-Bains - Chapelle Saint-André de Monêtier-les-Bains - Chapelle Saint-Joseph de Monêtier-les-Bains - Chapelle du Saint-Esprit-et-Saint-Antoine de Monêtier-les-Bains - Chapelle Notre-Dame-de-Compassion de Monêtier-les-Bains - Chapelle Saint-Pierre de Monêtier-les-Bains - Chapelle des Pénitents Saint-Pierre-et-Saint-Paul de Monêtier-les-Bains - Chapelle Sainte-Philomène de Monêtier-les-Bains - Chapelle Saint-Martin de Monêtier-les-Bains - Chapelle Saint-Mament de Monêtier-les-Bains |            | Monêtier-les-Bains (Le) |              |
| Église - Église Saint-Georges de Montbrand Chapelle - Chapelle Saint-Antoine de Montbrand |            | Montbrand               |              |
| Église - Église Saint-Michel de Montclus (Hautes-Alpes) Chapelle - Chapelle des Pénitents de Montclus (Hautes-Alpes) |            | Montclus                |              |
| Église - Église Saint-Louis de Mont-Dauphin Chapelle - Chapelle Saint-Guillaume de Mont-Dauphin |            | Mont-Dauphin            |              |
| Monastère - Maison Notre-Dame de Montgardin Église - Église Sainte-Pelade de Montgardin |            | Montgardin              |              |
| Église - Église Saint-Maurice - Église Saint-Antoine Chapelles - Chapelle Notre-Dame-des-Sept-Douleurs - Chapelle Sainte-Anne - Chapelle Saint-Roch |            | Montgenèvre             |              |
| Église - Église Notre-Dame de Montjay (Hautes-Alpes) - Église Saint-Martin de Montjay (Hautes-Alpes) |            | Montjay                 |              |
| Église - Église Saint-Pierre-aux-Liens de Montmaur Chapelle - Chapelle Sainte-Philomène de Montmaur |            | Montmaur                |              |
| Église - Église de l'Assomption de Montmaur |            | Montrond                |              |
| Église - Église de l'Assomption de Moydans Chapelle - Chapelle Saint-Jean de Moydans |            | Moydans                 |              |

#### N
| Édifice | Protection | Commune    | Commentaires |
| --- | ---------- | ---------- | ------------ |
| Églises - Église de la Nativité de Neffes Chapelle - Chapelle Saint-Romain de Neffes |            | Neffes     |              |
| Églises - Église Saint-Marcellin - Église Saint-Sébastien de Névache Chapelle - Chapelle Sainte-Marie de Névache - Chapelle Saint-Hippolyte de Névache - Chapelle Notre-Dame-des-Grâces de Névache - Chapelle Saint-Antoine de Névache - Chapelle Notre-Dame-de-Bon-Secours de Névache - Chapelle Saint-Benoît de Névache - Chapelle Saint-Laurent de Névache - Chapelle Saint-Ignace de Névache - Chapelle Saint-Michel de Névache - Chapelle Sainte-Barbe de Névache - Chapelle Sainte-Anne de Névache - Chapelle Saint-Michel-Archange de Névache - Chapelle Sainte-Marie de Névache - Chapelle Sainte-Apollonie de Névache - Chapelle Saint-Roch de Névache - Chapelle Notre-Dame-du-Rosaire de Névache - Chapelle Saint-Jean-Baptiste de Névache - Chapelle Saint-Barthélemy de Névache - Chapelle Notre-Dame-de-Lourdes de Névache - Chapelle Saint-Jacques de Névache - Chapelle Saint-Pierre-et-Saint-Paul de Névache - Chapelle Saint-François-Régis de Névache - Chapelle Saint-Sauveur de Névache - Chapelle Notre-Dame-de-Bonne-Rencontre de Névache - Chapelle Notre-Dame-des-Sept-Douleurs du Mont-Thabor - Chapelle des Âmes de Névache |            | Névache    |              |
| Églises - Église de l'Assomption du Noyer - Église Sainte-Agathe du Noyer Chapelle - Chapelle Notre-Dame-du-Laus-et-de-la-Nativité-de-la-Sainte-Vierge du Noyer |            | Noyer (Le) |              |

#### O
| Édifice | Protection | Commune     | Commentaires |
| --- | ---------- | ----------- | ------------ |
| Églises - Église Sainte-Anne d'Orcières - Église Saint-Laurent d'Orcières Chapelles - Chapelle Notre-Dame-de-Bon-Secours d'Orcières - Chapelle du Sacré-Cœur d'Orcières - Chapelle Saint-Pierre d'Orcières - Chapelle Saint-Martin d'Orcières - Chapelle Saint-Roch d'Orcières - Chapelle Notre-Dame-des-Neiges d'Orcières - Chapelle Saint-Maurice d'Orcières |            | Orcières    |              |
| Église - Église Saint-Julien d'Orpierre |            | Orpierre    |              |
| Églises - Église Notre-Dame-de-la-Présentation - Église Sainte-Marie-Madeleine des Orres Chapelle - Chapelle Saint-Pierre des Orres |            | Orres (Les) |              |
| Église - Église Saint-Laurent d'Oze |            | Oze         |              |

#### P
| Édifice | Protection | Commune                  | Commentaires |
| --- | ---------- | ------------------------ | ------------ |
| Église - Église Saint-Julien de Pelleautier |            | Pelleautier              |              |
| Église - Église de la Nativité-de-Notre-Dame de La Piarre |            | Pierre (La)              |              |
| Église - Église Saint-Pierre du Poët Chapelle - Chapelle Sainte-Anne du Poët |            | Poët (Le)                |              |
| Église - Église Saint-Martin-de-Tours de Poligny (Hautes-Alpes) Chapelles - Chapelle Saint-Étienne de Poligny (Hautes-Alpes) - Chapelle Saint-Grégoire de Poligny (Hautes-Alpes) - Chapelle Sainte-Anne de Poligny (Hautes-Alpes) Oratoire - Oratoire Sainte-Geneviève-de-Brabant de Poligny (Hautes-Alpes) |            | Poligny                  |              |
| Églises - Église de la Transfiguration de Prunières (Hautes-Alpes) - Église Saint-Sauveur de Prunières (Hautes-Alpes) Chapelle - Chapelle Saint-Michel |            | Prunières (Hautes-Alpes) |              |
| Église - Église Saint-André de Puy-Saint-André Chapelles - Chapelle Saint-Laurent de Puy-Saint-André - Chapelle Sainte-Lucie de Puy-Saint-André - Chapelle Sainte-Philomène de Puy-Saint-André - Chapelle Saint-Jean-Baptiste de Puy-Saint-André - Chapelle Saint-Joseph de Puy-Saint-André - Chapelle de l'Annonciation de Puy-Saint-André - Chapelle Saint-Roch de Puy-Saint-André                                                                                  |            | Puy-Saint-André          |              |
| Église - Église Saint-Eusèbe de Puy-Saint-Eusèbe |            | Puy-Saint-Eusèbe         |              |
| Église - Église Saint-Pierre de Puy-Saint-Pierre Chapelles - Chapelle Notre-Dame-des-Neiges - Chapelle Saint-Sixte de Puy-Saint-Pierre - Chapelle Sainte-Philomène de Puy-Saint-Pierre - Chapelle Saint-Jean-Baptiste de Puy-Saint-Pierre - Chapelle Sainte-Appolonie de Puy-Saint-Pierre - Chapelle Saint-Pierre de Puy-Saint-Pierre - Chapelle Saint-Roch de Puy-Saint-Pierre - Chapelle Saint-Claude de Puy-Saint-Pierre - Chapelle Saint-Pons de Puy-Saint-Pierre |            | Puy-Saint-Pierre         |              |
| Églises - Église Sainte-Marie-Madeleine de Puy-Saint-Vincent - Église Sainte-Marthe de Puy-Saint-Vincent Chapelles - Chapelle Saint-Vincent de Puy-Saint-Vincent - Chapelle Saint-Romain de Puy-Saint-Vincent - Chapelle Notre-Dame de Puy-Saint-Vincent - Chapelle Saint-Roch de Puy-Saint-Vincent - Chapelle Saint-Jacques de Puy-Saint-Vincent |            | Puy-Saint-Vincent        |              |
| Églises - Église Sainte-Pierre-aux-Liens de Puy-Sanières |            | Puy-Sanières             |              |

#### R
| Édifice | Protection | Commune                   | Commentaires |
| --- | ---------- | ------------------------- | ------------ |
| Église - Église Saint-Sébastien-et-Saint-Gervais de Rabou                                                                                         |            | Rabou                     |              |
| Église - Église Saint-Marcel de Rambaud (Hautes-Alpes)                                                                                            |            | Rambaud (Hautes-Alpes)    |              |
| Église - Église Saint-Pélade de Réallon Chapelle - Chapelle Saint-Marcellin de Réallon                                                            |            | Réallon                   |              |
| Église - Église Saint-Sébastien de Remollon Chapelle - Chapelle Notre-Dame-de-Clémence de Remollon                                                |            | Remollon                  |              |
| Église - Église Saint-Michel de Réotier Chapelles - Chapelle Notre-Dame-des-Neiges de Réotier - Chapelle Saint-Roch de Réotier                    |            | Réotier                   |              |
| Église - Église Saint-Pierre-aux-Clefs de Ribeyret                                                                                                |            | Ribeyret                  |              |
| Église - Église Saint-Nicolas-et-Sainte-Luce de Risoul Chapelles - Chapelle Saint-Claude de Risoul - Chapelle Saint-Jacques de Risoul             |            | Risoul                    |              |
| Église - Église Saint-Julien de Rochebrune (Hautes-Alpes) Chapelle - Chapelle Saint-Sixte de Rochebrune (Hautes-Alpes)                            |            | Rochebrune (Hautes-Alpes) |              |
| Église - Église Saint-Laurent de La Roche-de-Rame Chapelles - Chapelle Saint-Michel de La Roche-de-Rame - Chapelle Saint-Roch de La Roche-de-Rame |            | Roche-de-Rame (La)        |              |
| Église - Église Saint-Pierre de La-Roche-des-Arnauds                                                                                              |            | Roche-des-Arnauds(La)     |              |
| Église - Église Saint-Jean-Baptiste de La Rochette (Hautes-Alpes)                                                                                 |            | Rochette (La)             |              |
| Abbaye - Abbaye Notre-Dame-de-Miséricorde de Rosans Église - Église Saint-Jacques-le-Majeur de Rosans                                             |            | Rosans                    |              |
| Église - Église de l'Assomption de Rousset (Hautes-Alpes)                                                                                         |            | Rousset (Hautes-Alpes)    |              |

#### S
| Édifice | Protection | Commune                      | Commentaires |
| --- | ---------- | ---------------------------- | ------------ |
| Église - Église Saint-André de Saint-André-d'Embrun Chapelles - Chapelle Saint-Roch de Saint-André-d'Embrun - Chapelle Saint-Philippe-et-Saint-Jacques de Saint-André-d'Embrun - Chapelle Saint-Claude de Saint-André-d'Embrun Oratoire - Oratoire Notre-Dame-du-Bon-Secours de Saint-André-d'Embrun |            | Saint-André-d'Embrun         |              |
| Prieuré - Prieuré Saint-André Église - Église Saint-Laurent de Saint-André-de-Rosans |            | Saint-André-de-Rosans        |              |
| Église - Église Saint-Apollinaire de Saint-Apollinaire (Hautes-Alpes) |            | Saint-Apollinaire            |              |
| Église - Église Saint-Alban de Saint-Auban-d'Oze |            | Saint-Auban-d'Oze            |              |
| Églises - Église Saint-Gervais-et-Saint-Protais - Église de l'Assomption-de-la-Vierge - Église Saint-Bonnet - Église Saint-Pancrace Chapelles - Chapelle Saint-Grégoire - Chapelle Saint-Michel - Chapelle Saint-Paul - Chapelle Saint-Roch - Chapelle de la Sainte-Famille |            | Saint-Bonnet-en-Champsaur    |              |
| Église - Église Saint-Jacques-le-Majeur de Saint-Chaffrey Chapelles - Chapelle Saint-Arnoul de Saint-Chaffrey - Chapelle Sainte-Marie-Madeleine de Saint-Chaffrey - Chapelle Saint-Antoine de Saint-Chaffrey - Chapelle Saint-Arnould de Saint-Chaffrey - Chapelle Saint-Joseph de Saint-Chaffrey - Chapelle Saint-Roch de Saint-Chaffrey |            | Saint-Chaffrey               |              |
| Églises - Église Saint-Clément de Saint-Clément-sur-Durance |            | Saint-Clément-sur-Durance    |              |
| Églises - Église Vieille - Église Saint-Crépin-et-Saint-Crépinien de Saint-Crépin (Hautes-Alpes) Chapelles - Chapelle Saint-Michel de Saint-Crépin (Hautes-Alpes) - Chapelle Saint-François-Régis de Saint-Crépin (Hautes-Alpes) - Chapelle Saint-Simon-et-Saint-Jude de Saint-Crépin (Hautes-Alpes) |            | Saint-Crépin                 |              |
| Église - Église Saint-Barthélemy de Sainte-Colombe (Hautes-Alpes) Chapelles - Chapelle Sainte-Colombe de Sainte-Colombe (Hautes-Alpes) - Chapelle Saint-Claude de Sainte-Colombe (Hautes-Alpes) |            | Sainte-Colombe               |              |
| Basilique - Basilique Notre-Dame du Laus Église - Église Saint-Étienne de Saint-Étienne-le-Laus Chapelles - Chapelle du Précieux-Sang de Saint-Étienne-le-Laus - Chapelle Notre-Dame-du-Rosaire de Saint-Étienne-le-Laus |            | Saint-Étienne-le-Laus        |              |
| Église - Église Saint-Firmin de Saint-Firmin (Hautes-Alpes) Chapelles - Chapelle Sainte-Anne de Saint-Firmin (Hautes-Alpes) - Chapelle Saint-Laurent de Saint-Firmin (Hautes-Alpes) - Chapelle Saint-Roch de Saint-Firmin (Hautes-Alpes) |            | Saint-Firmin                 |              |
| Église - Église Saint-Jacques-le-Majeur-et-Saint-Philippe de Saint-Jacques-en-Valgodemard Chapelles - Chapelle de la Nativité-de-Notre-Dame de Saint-Jacques-en-Valgodemard - Chapelle de Notre-Dame de Saint-Jacques-en-Valgodemard - Chapelle Saint-Pancrace de Saint-Jacques-en-Valgodemard - Chapelle Saint-Pierre-et-Saint-Paul de Saint-Jacques-en-Valgodemard |            | Saint-Jacques-en-Valgodemard |              |
| Églises - Église Saint-Nicolas de Saint-Jean-Saint-Nicolas - Église Saint-Jean-Baptiste de Saint-Jean-Saint-Nicolas - Église Saint-Benoît de Saint-Jean-Saint-Nicolas Chapelles - Chapelle Saint-Pancrace de Saint-Jean-Saint-Nicolas - Chapelle Saint-Grégoire-et-Saint-Pancrace de Saint-Jean-Saint-Nicolas - Chapelle de la Sainte-Vierge de Saint-Jean-Saint-Nicolas - Chapelle Saint-Pierre-et-Saint-Paul de Saint-Jean-Saint-Nicolas - Chapelle de Notre-Dame de Saint-Jean-Saint-Nicolas |            | Saint-Jean-Saint-Nicolas     |              |
| Église - Église Saint-Blaise de Saint-Julien-en-Beauchêne |            | Saint-Julien-en-Beauchêne    |              |
| Église - Église Saint-Julien de Saint-Julien-en-Beauchêne Chapelles - Chapelle Saint-Paul de Saint-Julien-en-Beauchêne - Chapelle Saint-Roch de Saint-Julien-en-Beauchêne - Chapelle Saint-Laurent de Saint-Julien-en-Beauchêne Oratoire - Oratoire Notre-Dame de Saint-Julien-en-Beauchêne |            | Saint-Julien-en-Beauchêne    |              |
| Église - Église Saint-Laurent de Saint-Laurent-du-Cros Chapelles - Chapelle Sainte-Marie-l'Égyptienne de Saint-Laurent-du-Cros - Chapelle Saint-Roch de Saint-Laurent-du-Cros Oratoire - Oratoire Notre-Dame-de-la-Route de Saint-Laurent-du-Cros |            | Saint-Laurent-du-Cros        |              |
| Église - Église Saint-Léger de Saint-Léger-les-Mélèzes |            | Saint-Léger-les-Mélèzes      |              |
| Église - Église Saint-Martin de Saint-Martin-de-Queyrières - Église Saint-Jacques de Saint-Martin-de-Queyrières Chapelles - Chapelle Saint-Sébastien de Saint-Martin-de-Queyrières - Chapelle Saint-Jacques-de-Prelles de Saint-Martin-de-Queyrières - Chapelle Saint-Jacques-de-Prelles de Saint-Martin-de-Queyrières - Chapelle Saint-Hippolyte-du-Bouchier de Saint-Martin-de-Queyrières - Chapelle Saint-Barthélemy de Saint-Martin-de-Queyrières - Chapelle Saint-Antoine de Saint-Martin-de-Queyrières - Chapelle Sainte-Marguerite de Saint-Martin-de-Queyrières - Chapelle Saint-Claude de Saint-Martin-de-Queyrières - Chapelle Sainte-Anne de Saint-Martin-de-Queyrières - Chapelle Saint-Michel de Saint-Martin-de-Queyrières - Chapelle Notre-Dame-du-Bon-Secours de Saint-Martin-de-Queyrières - Chapelle Saint-Joseph de Saint-Martin-de-Queyrières - Chapelle Sainte-Marie-Madeleine de Saint-Martin-de-Queyrières - Chapelle Notre-Dame-des-Sept-Douleurs de Saint-Martin-de-Queyrières - Chapelle Saint-Roch de Saint-Martin-de-Queyrières - Chapelle Saint-Jean-Baptiste de Saint-Martin-de-Queyrières |            | Saint-Martin-de-Queyrières   |              |
| Église - Église Saint-Maurice de Saint-Maurice-en-Valgodemard Chapelles - Chapelle Notre-Dame-des-Lumières de Saint-Maurice-en-Valgodemard - Chapelle Saint-Laurent de Saint-Maurice-en-Valgodemard |            | Saint-Maurice-en-Valgodemard |              |
| Églises - Église Saint-Michel de Saint-Michel-de-Chaillol - Église Saint-Pierre-et-Saint-Paul de Saint-Michel-de-Chaillol Chapelles - Chapelle Saint-Claude-et-Sainte-Anne de Saint-Michel-de-Chaillol - Chapelle Sainte-Anne de Saint-Michel-de-Chaillol - Chapelle Sainte-Brigitte-et-Saint-Ignace-d'Antioche de Saint-Michel-de-Chaillol |            | Saint-Michel-de-Chaillol     |              |
| Église - Église Saint-Pierre de Saint-Pierre-Avez Chapelle - Chapelle Saint-Cyr de Saint-Pierre-Avez |            | Saint-Pierre-Avez            |              |
| Église - Église Saint-Pierre-et-Saint-Paul de Saint-Pierre-d'Argençon Chapelle - Chapelle Saint-Martin de Saint-Pierre-d'Argençon |            | Saint-Pierre-d'Argençon      |              |
| Église - Église Saint-Sauveur de Saint-Sauveur (Hautes-Alpes) Chapelles - Chapelle Saint-Roch de Saint-Sauveur (Hautes-Alpes) - Chapelle des Salettes de Saint-Sauveur (Hautes-Alpes) |            | Saint-Sauveur                |              |
| Églises - Église Saint-Véran - Église Sainte-Agathe de Saint-Véran Chapelles - Chapelle Sainte-Anne de Saint-Véran - Chapelle Sainte-Élisabeth de Saint-Véran - Chapelle Sainte-Marie-Madeleine de Saint-Véran - Chapelle Notre-Dame-du-Mont-Carmel de Saint-Véran Oratoires - Oratoire du Sacré-Cœur de Saint-Véran - Oratoire Notre-Dame-de-l'Assomption de Saint-Véran - Oratoire Saint-Antoine-de-Padoue de Saint-Véran - Oratoire Sainte-Luce de Saint-Véran |            | Saint-Véran                  |              |
| Abbaye - Abbaye de Clausonne Église - Église Saint-Vincent du Saix |            | Le Saix                      |              |
| Église - Église Saint-Antoine de Saléon |            | Saléon                       |              |
| Église - Église Saint-André de Salérans Oratoire - Oratoire de Notre-Dame-de-Noble-Joie de Salérans |            | Salérans                     |              |
| Églises - Église Saint-Marcellin de La Salle-les-Alpes - Église Saint-Roch de La Salle-les-Alpes Chapelles - Chapelle Notre-Dame-d'Espérance de La Salle-les-Alpes - Chapelle Saint-Barthélemy de La Salle-les-Alpes - Chapelle Saint-Jean-Baptiste-des-Pananches de La Salle-les-Alpes - Chapelle Sainte-Barbe de La Salle-les-Alpes - Chapelle Sainte-Luce de La Salle-les-Alpes |            | Salle-les-Alpes (La)         |              |
| Église - Église Saint-Jean-Baptiste-et-Saint-Marcellin de La Saulce |            | Saulce (La)                  |              |
| Église - Église Saint-Martin du Sauze-du-Lac |            | Sauze-du-Lac (Le)            |              |
| Église - Église Saint-Florent de Savines-le-Lac |            | Savines-le-Lac               |              |
| Églises - Église Saint-Jacques-et-Saint-Philippe de Savournon - Église du Plan-de-Bourg-Villelongue de Savournon |            | Savournon                    |              |
| Églises - Église Saint-Laurent de Sigottier |            | Sigottier                    |              |
| Églises - Église Saint-Pierre-aux-Liens de Sigoyer (Hautes-Alpes) Chapelle - Chapelle Saint-Laurent de Sigoyer (Hautes-Alpes) |            | Sigoyer                      |              |
| Églises - Église Sainte-Luce de Sorbiers (Hautes-Alpes) Chapelle - Chapelle Saint-Honoré de Sorbiers (Hautes-Alpes) |            | Sorbiers                     |              |

#### T
| Édifice                                                                           | Protection | Commune    | Commentaires |
| --------------------------------------------------------------------------------- | ---------- | ---------- | ------------ |
| Églises - Église Saint-Grégoire Chapelle - Chapelle Saint-Jean de Tallard         |            | Tallard    |              |
| Églises - Église Saint-Nicolas de Théus Chapelle - Chapelle Saint-Pierre de Théus |            | Théus      |              |
| Églises - Église Sainte-Agathe de Trescléoux                                      |            | Trescléoux |              |

#### U
| Édifice                                                                                         | Protection | Commune | Commentaires |
| ----------------------------------------------------------------------------------------------- | ---------- | ------- | ------------ |
| Églises - Église de Notre-Dame-de-la-Nativité d'Upaix Chapelle - Chapelle des Pénitents d'Upaix |            | Upaix   |              |

#### V
| Église | Protection | Commune               | Commentaires |
| --- | ---------- | --------------------- | ------------ |
| Églises - Église Saint-Pierre-aux-Liens de Val-Buëch-Méouge - Église Saint-Martin de Val-Buëch-Méouge - Église Sainte-Madeleine de Val-Buëch-Méouge - Église de l'Assomption de Val-Buëch-Méouge Chapelle - Chapelle Sainte-Eutrope de Val-Buëch-Méouge Oratoire - Oratoire Saint-Roch de Val-Buëch-Méouge - Oratoire Notre-Dame de Val-Buëch-Méouge |            | Val-Buëch-Méouge      |              |
| Églises - Église Saint-Claude - Église de l'Annonciation de Val-des-Prés Chapelles - Chapelle Saint-Roch de Val-des-Prés - Chapelle Sainte-Élisabeth de Val-des-Prés - Chapelle Sainte-Luce de Val-des-Prés - Chapelle Saint-Jean-Baptiste de Val-des-Prés - Chapelle Saint-Hippolyte de Val-des-Prés - Chapelle Notre-Dame-du-Rosier de Val-des-Prés |            | Val-des-Prés          |              |
| Églises - Église Saint-Michel de Valdoule - Église Saint-Arnoul de Valdoule Chapelle - Chapelle Notre-Dame-de-la-Paix de Valdoule |            | Valdoule              |              |
| Églises - Église Saint-Étienne de Vallouise-Pelvoux - Église Saint-Antoine de Vallouise-Pelvoux Chapelles - Chapelle Saint-Sébastien de Vallouise-Pelvoux - Chapelle Saint-André-et-Sainte-Lucie de Vallouise-Pelvoux - Chapelle Notre-Dame de Vallouise-Pelvoux - Chapelle Saint-Joseph de Vallouise-Pelvoux - Chapelle Saint-Jean-Baptiste de Vallouise-Pelvoux - Chapelle Saint-Genest de Vallouise-Pelvoux - Chapelle Sainte-Apollonie de Vallouise-Pelvoux - Chapelle Sainte-Agathe de Vallouise-Pelvoux - Chapelle Saint-André de Vallouise-Pelvoux - Chapelle Saint-Antoine de Vallouise-Pelvoux - Chapelle Notre-Dame-du-Bon-Secours de Vallouise-Pelvoux - Chapelle Saint-Pierre de Vallouise-Pelvoux - Chapelle Sainte-Barbe de Vallouise-Pelvoux - Chapelle Saint-Pancrace de Vallouise-Pelvoux - Chapelle Notre-Dame-des-Douleurs de Vallouise-Pelvoux |            | Vallouise-Pelvoux     |              |
| Églises - Église de l'Annonciation de Valserres - Église Notre-Dame-du-Puy-Cervier de Valserres Chapelle - Chapelle Saint-Maurice de Valserres |            | Valserres             |              |
| Églises / Temple - Centre œcuménique de Vars (Hautes-Alpes) - Église Saint-Marcellin de Vars (Hautes-Alpes) - Église Sainte-Marie de Vars (Hautes-Alpes) Chapelle - Chapelle du Forest-de-Guillaume de Vars (Hautes-Alpes) |            | Vars                  |              |
| Églises - Église Saint-Laurent de Ventavon Chapelle - Chapelle Notre-Dame-de-la-Pitié de Ventavon Oratoire - Oratoire Saint-Roch de Ventavon |            | Ventavon              |              |
| Église - Église Saint-Sauveur de Veynes Chapelles - Chapelle Saint-Marcellin de Veynes - Chapelle Notre-Dame-des-Miracles de Veynes - Chapelle Saint-Jean de Veynes |            | Veynes                |              |
| Église - Église Saint-Laurent des Vigneaux Chapelle - Chapelle Saint-Claude des Vigneaux |            | Vigneaux (Les)        |              |
| Église - Église Saint-Martin-de-Tours de Villar-d'Arène Chapelles - Chapelle Saint-Jean-Baptiste de Villar-d'Arène - Chapelle Saint-Roch de Villar-d'Arène - Chapelle des Pénitents de Villar-d'Arène - Chapelle Saint-Antoine de Villar-d'Arène - Chapelle Sainte-Brigitte de Villar-d'Arène |            | Villar-d'Arène        |              |
| Église - Église Sainte-Anne de Villar-Loubière Chapelles - Chapelle Sainte-Anne de Villar-Loubière - Chapelle Saint-Sébastien de Villar-Loubière |            | Villar-Loubière       |              |
| Église - Église Saint-Pancrace de Villar-Saint-Pancrace Chapelles - Chapelle Saint-Pancrace de Villar-Saint-Pancrace - Chapelle des Pénitents de Villar-Saint-Pancrace - Chapelle Sainte-Élisabeth de Villar-Saint-Pancrace - Chapelle Sainte-Barbe de Villar-Saint-Pancrace - Chapelle Saint-Nicolas de Villar-Saint-Pancrace - Chapelle de l'Ange-Gardien de Villar-Saint-Pancrace - Chapelle Saint-Roch de Villar-Saint-Pancrace - Chapelle Saint-Jean-Baptiste de Villar-Saint-Pancrace - Chapelle Saint-Laurent de Villar-Saint-Pancrace |            | Villar-Saint-Pancrace |              |
| Église - Église Saint-Michel de Vitrolles (Hautes-Alpes) - Église Notre-Dame de Vitrolles (Hautes-Alpes) Chapelle - Chapelle Saint-Antoine de Vitrolles (Hautes-Alpes) Oratoire - Oratoire Saint-Antoine de Vitrolles (Hautes-Alpes) |            | Vitrolles             |              |

### Culte orthodoxe

#### F
| Église                                                   | Protection | Commune     | Commentaires |
| -------------------------------------------------------- | ---------- | ----------- | ------------ |
| Monastère - Monastère de la Dormition-de-la-Mère-de-Dieu |            | Faurie (La) |              |

### Culte protestant

#### A
| Église                                             | Protection | Commune | Commentaires |
| -------------------------------------------------- | ---------- | ------- | ------------ |
| Temples - Temple dit Chapelle Evangélique - Temple |            | Arvieux |              |

#### G
| Église                            | Protection | Commune | Commentaires |
| --------------------------------- | ---------- | ------- | ------------ |
| Temple - Temple protestant de Gap |            | Gap     |              |

#### F
| Église                              | Protection | Commune       | Commentaires |
| ----------------------------------- | ---------- | ------------- | ------------ |
| Chapelle - Chapelle de Dormillouise |            | Freissinières |              |

#### M
| Église                                                     | Protection | Commune            | Commentaires |
| ---------------------------------------------------------- | ---------- | ------------------ | ------------ |
| Temples - Temple de Fontgillarde - Temple de Pierre Grosse |            | Molines-en-Queyras |              |

#### O
| Église                     | Protection | Commune  | Commentaires |
| -------------------------- | ---------- | -------- | ------------ |
| Temple - Temple d'Orpierre |            | Orpierre |              |

#### S
| Église                                   | Protection | Commune               | Commentaires |
| ---------------------------------------- | ---------- | --------------------- | ------------ |
| Temple - Temple de Saint-Laurent-du-Cros |            | Saint-Laurent-du-Cros |              |
| Temple - Temple de Saint-Véran           |            | Saint-Véran           |              |

#### T
| Église                        | Protection | Commune    | Commentaires |
| ----------------------------- | ---------- | ---------- | ------------ |
| Temple - Temple de Trescléoux |            | Trescléoux |              |

#### V
| Église                                 | Protection | Commune | Commentaires |
| -------------------------------------- | ---------- | ------- | ------------ |
| Temple - Temple de Vars (Hautes-Alpes) |            | Vars    |              |
| Temple - Temple de Veynes              |            | Veynes  |              |